# Sonate pour piano no 61 de Joseph Haydn
La Sonate pour piano no 61 Hob.XVI.51 en ré majeur est une sonate pour pianoforte de Joseph Haydn. Composée en 1794-1795 pour Thérèse Jansen. la modernité de l'ouvrage a fait qualifier le premier mouvement de Impromptu schubertien avant la lettre.

## Structure
1. Andante
2. Presto : Bref scherzo à un seul thème de forme binaire à reprises variées qui par ses syncopes, ses notes liées et ses progressions harmoniques rapides aux retards audacieux annoncent Robert Schumann.

## Source
- François-René Tranchefort, Guide de la musique pour piano et clavecin, éd. Fayard 1987, p.405  (ISBN 2-213-01639-9)